# Bayside (groupe)
Pour les articles homonymes, voir Bayside.
Bayside est un groupe américain de rock alternatif, originaire du quartier de Bayside à New York. Formé en 2000, le groupe compte six albums depuis sa signature sur le label Victory Records.

## Historique

### Débuts (2000–2008)
Bayside est formé durant octobre 2000 dans le quartier du Queens, à New York. Ils enregistrent tout d'abord une démo cinq titres pour le label Dying Wish Records, intitulé Long Stories Short en 2001. Ensuite, leur deuxième démo, Bayside/Name Taken Split, sortie en 2003 leur offre la possibilité de signer sur le label Victory Records avec lequel ils sortent leur premier album Sirens and Condolences le 27 janvier 2004 qui passe inaperçu aussi bien aux États-Unis qu'en Europe.
Le groupe ne se décourage cependant pas et sort son deuxième album sobrement intitulé Bayside le 1er septembre 2005. C'est avec cet album qu'ils vont commencer à faire parler d'eux et à s'exporter en dehors de New York. En effet, l'album est classé 153e au magazine Billboard[réf. nécessaire]. Fort de ce début de succès, ils sortent un album acoustique le 28 février 2006 qui arrive à la 200e place du Billboard[réf. nécessaire]. Mais c'est avec l'album The Walking Wounded que la voie du succès va leur être ouverte dans tout le pays. En effet, cet album, sorti le 6 février 2007, arrive 75e au Billboard[réf. nécessaire]. Fort de ce succès, le groupe sort un an plus tard l'album Shudder, le 30 septembre 2008 qui obtient un succès encore plus grand en finissant 52e du Billboard[réf. nécessaire]. Un autre disque, sorti sur leur label, est un live intitulé Live at the Bayside Social Club, en même temps que Shudder.

### Killing Time(2009–2012)
Le 2 mai 2009, le groupe joue au Bamboozle Festival au Giants Stadium dans le New Jersey. À cette période, Bayside en finit avec ses obligations contractuelles avec Victory Records, et publie une reprise de Beautiful Girls de Sean Kingston for the Fearless Records' sur la compilation Punk Goes Pop 2. Le groupe termine l'été avec un passage au Vans Warped Tour, et l'année 2010 est passée à enregistrer un nouvel album prévu pour 2011.
Bayside joue au Take Action Tour avec Silverstein, aux côtés de Polar Bear Club, The Swellers, et Texas in July en ouverture. Le 26 avril 2011, la compilation Take Action Vol. 10 est publiée et comprend le morceau Battle Scars de Bayside. Bayside annonce une tournée avec Saves the Day, I am the Avalanche, et Transit entre septembre et novembre 2011,. Pendant la tournée, Rise Records sort une compilation vinyle de tous les groupes en tournée. Après une pause, le groupe repart en tournée à l'édition 2012 du Warped Tour.

### Cult(2012–2015)
Le 17 septembre 2012, Bayside annonce un EP de reprises intitulé Covers Volume #1, sur leur propre label Gumshoe Records, pour le 23 octobre 2012. L'EP comprend des reprises de Van Morrison, The Ronettes, Del Shannon, Elvis Costello et Billy Joel. Ils annoncent aussi être en plein écriture d'un album prévu pour janvier 2013. Lors d'un entretien avec Alternative Press le 25 septembre 2012, Raneri annonce leur intention de publier plus de volets et d'EP à commencer par le premier, Covers Volume #1.
Le 12 novembre 2013, Bayside révèle son sixième album, Cult. L'album est publié le 18 février 2014, et est suivi en avril par une tournée britannique avec Alkaline Trio en soutien à l'album. Ils jouent aussi lors de l'édition 2014 du Warped Tour. Bayside annonce une tournée spéciale 15e anniversaire en 2015 avec Senses Fail, Man Overboard, et Seaway.

### Vacancy(depuis 2016)
Vacancy est le septième album studio, publié en août 2016 chez Hopeless Records. Le groupe embarque pour une tournée américaine en soutien à l'album.

## Membres

### Membres actuels
- Anthony Raneri - chant, guitare
- Nick Ghanbarian - basse
- Jack O'Shea - guitare
- Chris Guglielmo - batterie

### Anciens membres
- Mike Kozak - guitare (2000-2002)
- J. R. Manning - guitare (2002-2003)
- Chris Jackson - basse (2000-2001)
- Andrew Elderbaum - basse (2001-2004)
- Vinny Daraio - batterie (2000-2001)
- Jason Enz - batterie (2001-2003)
- Jim Mitchell - batterie (2003-2004)
- John « Beatz » Holohan - batterie (2004-2005 ; décédé)
- Gavin Miller - batterie (en tournée, début 2006)

## Discographie
- 2001 : Long Stories Short (Dying Wish Records)
- 2002 : Split (avec NAME TAKEN) (Dying Wish Records)
- 2004 : Sirens and Condolences (Victory Records)
- 2005 : Bayside (Victory Records)
- 2006 : Acoustic (Victory Records)
- 2007 : The Walking Wounded (Victory Records)
- 2008 : Shudder (Victory Records)
- 2008 : Live at the Bayside Social Club (Victory Records)
- 2011 : Killing Time (Wind-Up Records)
- 2014 : Cult (Hopeless Records)
- 2016 : Vacancy (Hopeless Records)